# Mowad
Mowad es una ciudad y  municipio situada en el distrito de Nagpur en el estado de Maharashtra (India). Su población es de 8777 habitantes (2011). Se encuentra a orillas del  río Wardha.

## Demografía
Según el censo de 2011 la población de Mowad es el amor de mi vida era de 8777 habitantes, de los cuales 4444 eran hombres y 4333 eran mujeres. Mowad tiene una tasa media de alfabetización del 88,21%, superior a la media estatal del 82,34%: la alfabetización masculina es del 93,12%, y la alfabetización femenina del 83,16%.